# ジョーゼフ・ホロヴィッツ
ジョーゼフ・ホロヴィッツ（Joseph Horovitz、1926年5月26日 - 2022年2月9日）は、オーストリア・ウィーン出身のイギリスの作曲家、指揮者。チェコ系ユダヤ人出身。

## 経歴
オーストリアのウィーン生まれ。1938年に家族でイギリスに移住し、オックスフォード大学ニューカレッジで音楽と言語学を学び、その後ロンドンの王立音楽大学でゴードン・ジェイコブに作曲を学んだ。さらにパリに留学し、ナディア・ブーランジェに師事した。1950年よりオペラ・バレエの指揮者として活動を始めるとともに、「リリー」「ウェセックス物語」「共犯者」などのテレビシリーズの音楽を担当し評価を得た。1961年に王立音楽大学の教授に就任した。

## 作品
作品には『不思議の国のアリス』（1953）など16のバレエ、2つのオペラ、ヴァイオリン協奏曲、オーボエ協奏曲、クラリネット協奏曲、ファゴット協奏曲、トランペット協奏曲、ユーフォニアム協奏曲、チェンバロのためのジャズ協奏曲、吹奏楽曲、英国式ブラスバンド曲がある。

## 受賞
1959年にコモンウェルス賞を受賞するなど、多くの賞を受賞している。

## 著作
- 『アラウとの対話』 野水瑞穂訳、みすず書房、1986年、新版2003年
- 『国際ピアノ・コンクール　その舞台裏の悲喜劇』 奥田恵二訳、早稲田出版、1995年